# 衝突回避 (宇宙開発)
宇宙飛行分野において衝突回避（しょうとつかいひ、英: collision avoidance）とは宇宙機が他の物体との衝突を防止する手段である。

## 打上げウインドウ
宇宙機を打ち上げた場合、投入軌道がすでに宇宙に存在する他の物体と接近しすぎないことを保証できない、すなわち打ち上げを回避すべき打上げウィンドウ内の区間を、英語ではCOLA(COLlision Avoidance)、ブラックアウト・ピリオド（blackout period）と呼ぶ。
実際にJAXAではペイロード側の条件を考慮して設定した打上げウィンドウが、飛翔中のロケットと軌道上にある有人飛翔体（ISSや宇宙船）と干渉のないことを確認している。ただしスペースデブリとの干渉については考慮していない。

## 軌道上での回避
衝突回避マヌーバ（collision avoidance manoeuvre; CAM）とは軌道上に存在する他の物体との衝突を回避するために、宇宙機が実行するマヌーバである。回避する対象がデブリの場合、デブリ回避マヌーバ（Debris Avoidance Manoeuvre; DAM）とも呼ばれる。
国際宇宙ステーションが行うデブリ回避マヌーバは、ドッキングしている無人宇宙補給機のエンジンを短時間燃焼させることによって行われる。このマヌーバの結果、ステーションの軌道が数キロメートル上昇、もしくは下降することとなる。
国際宇宙ステーションが行う衝突回避マヌーバには、自動ドッキングをアボート（中止）することによっても行われる。例えば、欧州補給機のドッキング制御を行うソフトウェアにはCAMの手続きが組み込まれている。この CAM はISSのクルーがドッキングの最中に問題が発生したとき、緊急オーバーライドとして作動させることができる。欧州補給器の初号機であるジュール・ヴェルヌでは打上げからすぐにこのマヌーバを実証し、その後2008年3月末に行われたデモ・デイ2では宇宙ステーションに接近中に宇宙飛行士がアボートをシミュレートした。
宇宙ステーション補給機にも衝突回避マヌーバ機能が搭載されており、初号機のHTV技術実証機では飛行3日目の運用検証試験において衝突回避マヌーバの機能が試験されている。